# Anna Nadolska-Orczyk
Anna Nadolska-Orczyk – biolog, biotechnolog, profesor nauk rolniczych. Specjalizuje się w biologii molekularnej i biotechnologii roślin z zakresu agronomii/rolnictwa.

## Życiorys
Absolwentka Wydziału Biologii Uniwersytetu Śląskiego w Katowicach. Stopień doktora nauk rolniczych uzyskała z wyróżnieniem na SGGW-AR w Warszawie. Po doktoracie rozpoczęła pracę w Instytucie Hodowli i Aklimatyzacji Roślin – Państwowy Instytut Badawczy (IHAR-PIB), a także odbyła staż naukowy oraz pracowała jako assistant professor na Uniwersytecie Purdue w Indianie, USA. Tytuł profesora nauk rolniczych uzyskała w 2007 roku. Od 2012 roku była założycielką i wieloletnią kierowniczką Zakładu Genomiki Funkcjonalnej (obecnie zespołu) w IHAR-PIB. W tym samym instytucie od 2008 roku wielokrotnie pełniła funkcję przewodniczącej Rozwoju Kadry Naukowej Rady Naukowej a obecnie piastuje stanowisko wiceprzewodniczącej tej rady.
Prof. Nadolska-Orczyk wraz ze swoim zespołem prowadzi badania z zakresu biotechnologii zbóż, w tym nad wykorzystaniem Nowych Technik Genomowych (NGT) oraz edytowania genów przy użyciu technologii CRISPR/Cas. Celem tych badań jest poznanie funkcji wybranych genów oraz, dzięki strategii CRISPR/Cas, uzyskanie zbóż o ulepszonych cechach agronomicznych. Badania te były dwukrotnie nagrodzone i wyróżnione przez Wydział II Nauk Biologicznych i Rolniczych Polskiej Akademii Nauk.
Prof. Nadolska-Orczyk była kierowniczką 15 projektów badawczych finansowanych przez KBN, MNiSW, NCN oraz Unię Europejską, a także trzech projektów MRiRW. Była również wykonawczynią w projektach USDA i Office of Naval Research, a obecnie realizuje grant NCN OPUS oraz projekty MRiRW. Promotor dziewięciu doktoratów, w tym siedmiu zakończonych i pięciu wyróżnionych przez RN IHAR-PIB. Dwa z tych doktoratów otrzymały Nagrodę Prezesa Rady Ministrów. Jest autorką korespondencyjną oraz współautorką kilkudziesięciu publikacji w prestiżowych czasopismach, wielokrotnie nagradzanych przez Polskie Towarzystwo Genetyczne i Dyrektora IHAR-PIB, a także rozdziałów w książkach o zasięgu międzynarodowym oraz siedmiu patentów.
W latach 2020–2023 była członkinią Komitetu Biotechnologii PAN, a w kadencji 2024-2027 pełni funkcję członka Prezydium tego komitetu. Jest również członkinią Komitetu Nauk Agronomicznych PAN. Wcześniej była związana z Komitetem Fizjologii, Genetyki i Hodowli Roślin PAN. Brała aktywny udział w Polskim Towarzystwie Genetycznym, m.in. jako przewodnicząca Oddziału Warszawskiego i członkini zarządu PTG. Dwukrotnie była członkinią Rady Naukowej Instytutu Fizjologii Roślin PAN. Od 2020 jest członkinią Rady Szkoły Doktorskiej AgroBioTech PhD.